# Свети Георги (Куново)
Вижте пояснителната страница за други значения на Свети Георги.
„Свети великомъченик Георгий“ или „Свети Георги“ (на македонска литературна норма: „Свети Георгиј“, „Свети Ѓорѓи“) е възрожденска църква в гостиварското село Куново, Северна Македония, част от Тетовско-Гостиварската епархия на Македонската православна църква – Охридска архиепископия.
Храмът е завършен в 1880 година на темели на много по-стара църква. На иконостаса са поставени 34 икони, изработени от известния зограф Аврам Дичов от Тресонче. Негово дело са и фреските в църквата.
- Рождество, стенопис на Аврам Дичов
- Архангел Михаил взима душата на богатия, икона на Аврам Дичов, 1877 г.
- Достойно ест, икона на Аврам Дичов, 1877 г.